# Dřevorubec aneb Tři přání
Dřevorubec, plným názvem Dřevorubec aneb Tři přání, uváděno též jako Chytrý muž aneb Tři přání (v německém originále Der Holzhauer oder Die drey Wünsche resp. Der kluge Mann oder Die drey Wünsche; v české literatuře zmiňován též jako Drvoštěp nebo Dřevoštěp) je komická opera (singspiel, „komická opereta“) o jednom dějství českého skladatele Jiřího Antonína Bendy z roku 1777. Libreto k ní napsal dramatik a básník Friedrich Wilhelm Gotter. Premiéru Bendova Dřevorubce uvedla divadelní společnost Abela Seylera dne 2. ledna 1778 ve dvorním vévodském divadle v Gotě (nyní zvaném Ekhof-Theater).

## Vznik, historie a charakteristika
Jiří Antonín Benda byl od roku 1750 kapelníkem dvorní kapely sasko-gothajsko-altenburského vévody Fridricha III. a následně Arnošta II. Pokud jde o vlastní tvorbu, věnoval se v této funkci především instrumentálním a církevním skladbám; v polovině 60. let 18. století napsal pro vévodský dvůr tři italské opery, jejichž uvedení však zůstalo epizodou. Náhlým a plodným podnětem pro hudebně-dramatickou tvorbu v německém jazyce pro něj znamenal pobyt v Gotě divadelní společnosti Abela Seylera (1730–1800), jedné z nejvýznamnějších německých divadelních společností 18. století, která měla značný význam mj. pro vývoj německé zpěvohry. Společnost působila nejprve u kulturně proslulého dvora vévodkyně Anny Amálie ve Výmaru, ale po požáru zámeckého divadla roku 1774 se společnost přesunula právě do Bendova působiště Gothy. Pro nově zřízené samostatné vévodské divadlo napsal Benda v letech 1775–1779 svá nejvýznamnější hudebně dramatická díla: melodramy Ariadna na Naxu, Medea a Pygmalion a opery (singspiely) Vesnický trh, Romeo a Julie, Walder a právě Dřevorubec.
Libretista (Johann) Friedrich Wilhelm Gotter při přípravě libreta Dřevorubce hojně využil dřívějšího libreta, které bylo vydáno v Berlíně anonymně v nakladatelství Friedricha Christiana Himburga již roku 1772 a které bylo připisováno Wulffovi a zhudebněno již dříve Johannem Augustem Christophem Kochem (premiéra 20. února 1774). Obojí vychází z libreta opéry comique se stejným názvem (Le Bûcheron ou les trois souhaits) autorů Jeana-Françoise Guicharda a Nicolas Casteta, které roku 1763 zhudebnil François-André Danican Philidor. Tato verze se hrála i v německém prostředí (v překladu Johanna Heinricha Fabera) a sama vycházela ze známého pohádkového námětu o třech promarněných přáních v podání Charlese Perraulta pod názvem Les souhaits ridicules.
Ačkoli libreto nese označení „komická opera“, Bendova partitura je nadepsána „komická opereta“; je to výrazem toho, že Dřevorubec je mezi Bendovými hudebně-dramatickými díly jediným skutečně komickým (i žánrově nejpříbuznější Vesnický trh má řadu vážných momentů a milostnou hlavní zápletku). Podle muzikologa Thomase Baumana to však byla nevhodná volba, námět byl příliš známý a zastaralý a po dramatické stránce krokem zpět oproti Vesnickému trhu, Romeovi a Julii a Walderovi a i Bendova hudba byla „konzervativnější a dramaticky slabší“.
Bendův Dřevorubec také nebyl hrán tak často jako jeho melodramy nebo předcházející singspiely, přesto ho měla v repertoáru řada divadelních společností působících v Německu (Schröderova, Wäserova, Döbbelinova, Großmannova…). Byl uveden mimo jiné v Hamburku (Theater am Gänsemarkt, 4. května 1778), Lipsku (11. října 1779), Vratislavi (29. října 1779), Bonnu (13. prosince 1780), Berlíně (20. dubna 1781), Frankfurtu nad Mohanem (21. dubna 1781), Mannheimu (5. dubna 1782) či Rize (27. června / 8. července 1785). Podle muzikologa Thomase Baumanna však „nezískal oblibu nikde“ a již na prvním místě mimo Gothu, v Hamburku, podlehl v soupeření s původní Philidorovou podobou, přestože – jako zřejmě již v Gotě – hráli mladý pár Wilhelminu a Konrada Bendovy děti, Justina Bendová a Christian Hermann Benda. Významný divadelník a ředitel společnosti, která tam Bendova Dřevorubce uvedla, Friedrich Ludwig Schröder, Gotterovi psal: „Proč se Vy a Benda zabýváte takovými nevděčnými úlohami? s operami, které již existují? které již mají výhodu obliby? Mohl bych Vám uvést a poslat dvě desítky her od Holberga, Goldoniho a starého francouzského divadla, které jsou vděčnější pro básníka, skladatele, obecenstvo i ředitele.“
O uvádění Dřevorubce v českých zemích v Bendově době je málo zpráv; stejně jako ve zbytku rakouské monarchie nebylo časté. Je možné, že se s ním obecenstvo seznámilo v podání některé z hostujících německých společností. S jistotou ho uvedla v roce 1789 v městském divadle Brně společnost Karla Ludwiga Wotheho (stejně jako singspiely Romeo a Julie a Vesnický trh).
V moderní době dosud Bendova opera Dřevorubec aneb Tři přání uvedena nebyla.

## Osoby
Zpívané role
- Valentin (Hanns), dřevorubec
- Brigitte (Grete), jeho žena
- Wilhelmine (Lieschen), jeho dcera

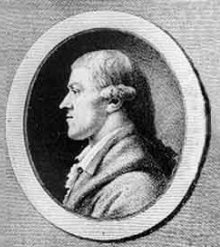
Libretista Dřevorubce Friedrich Wilhelm Gotter

- Konrad (Conrad), Wilhelminin milenec
- Wenzel, starý pachtýř zamilovaný do Wilhelminy
- Správce
- Marta (Kmotra, Sousedka)
- Merkur (Merkurius, Duch hor)

Mluvené role
- Mlynářka
- Hostinský[12]

## Děj opery

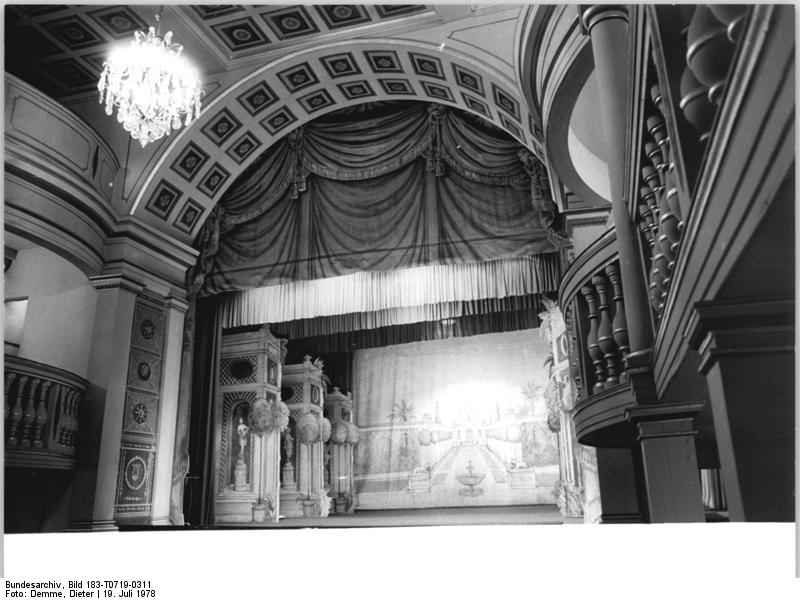
Jeviště divadla na zámku Friedenstein u Gothy, kde měl Bendův Dřevorubec premiéru

(Okraj malé vsi s lesem a chýší dřevorubce) Chudý vesničan Konrád hledá svou milou Wilhelminu, dceru dřevorubce Valentina. Wilhelmine právě přichází a prozpěvuje si (č. 1 introdukce a árie Wilhelminy Rosette schleicht zum Busch). Konrad ji zastavuje, ale Wilhelmine se zdráhá s ním mluvit: když onehdy přišla domů s kyticí od něho, matka jí vyhubovala (č. 2 árie Wilhelminy Ein Strauß von dir, mein liebster Schatz). Matka chce totiž Wilhelminu provdat za bohatého starého pachtýře Wenzla, o čemž Konrad nechce ni slyšet (č. 3 árie Konrada So soll ich von Dir scheiden?). Milenci se rozejdou, když uvidí přicházet Valentina.
Dřevorubec si přihýbá z lahvičky kořalky a stěžuje si na náročnou a málo výdělečnou práci i na tyranskou manželku Brigittu (č. 4 árie Valentina Ich armer Mann!). Tu se mezi oblaky objeví Jupiterův posel Merkurius a sděluje Valentinovi, že se mu pán nebes rozhodl splnit tři přání – první, která vyřkne. Ať si je dobře rozmyslí! (č. 5 recitativ Sey ruhig, Valentin!). Valentin je z toho celý zkoprnělý (č. 6 árie Da steh' ich und erstarre). Raduje se, že se zbaví existenčních starostí, ale neodvažuje se přání zformulovat sám, proto se hodlá poradit s nejchytřejším mužem v okolí, panským správcem. Dopíjí svou kořalku, aby se mu v hlavě rozsvítilo, ale přitom ho přistihne jeho žena Brigitte. Laje mu do lenochů a pijanů (č. 7 árie Brigitty Wenn ich alle Tage). Ale když jí Valentin vypráví, co se mu seběhlo, otočí; lichotí mu a i ona mu připomíná, aby přání dobře zvážil a dobře se o nich poradil, zejména s ní.
Dřevorubec jde pro správce a Brigitte si už představuje sebe jako bohatou paní (č. 8 árie Brigitty Wamms und Mieder). Když přichází Wenzel a oslovuje ji jako budoucí tchyni, Brigitte ho odmítá (když se z nich stanou páni, najdou dceři lepšího ženicha). Wenzel se diví. Přicházejí mlynářka a hostinský upomínat Brigittu a Valentina o jejich dluhy a Brigitte jim povýšeně slibuje, že dostanou vše zaplaceno, protože očekávají velké bohatství [tercet Sechs Scheffel Mehl, auf Bitte – Bendou nezhudebněný].
Wilhelmine se vrací; od otce už se dozvěděla, co se stalo. Matka ji potěší zprávou, že už si nemusí brát Wenzela, ale stejně tak důrazně odmítá jako vážného nápadníka pro Wilhelminu i Konrada. Wilhelmine hrozí, že z nešťastné lásky umře (č. 9 árie Wilhelminy Gehorchen muß ich freylich). Matka jí za vzpurnost uštědřuje políček (který náhodně zasáhne zmateného Wenzela) a nakvašeně odejde. Wenzel se snaží Wilhelmině vyznat svou lásku (č. 10 árie Wenzela Von Schmerzen der Liebe geplaget), ale dívka nemyslí než na Konrada a vypočítává jeho přednosti (č. 11 árie Wilhelminy Wie süße gänzet nicht). Wenzel vidí, že u ní nic nepořídí, a ušlechtile od nároku na Wilhelminu ustupuje, ba slibuje jí pomoci k sňatku s Konradem, který právě přichází. Otec Valentin přivádí správce a Konrad ho žádá o Wilhelmininu ruku (č. 12 árie Konrada O, macht mich doch glücklich). Valentin je ochoten jim požehnat pod podmínku. že k tomu svolí i jeho žena – což se Wilhelmině nejeví nadějně…
Valentin a správce – k nimž se přidružují i zvědavý Wezel a Brigitte, která nechce nechat tak důležitou záležitost bez dohledu – začnou hluboce dumat nad přáními (č. 13 tercet Valentina, Birgitty a správce Die Wahl des besten Dinges). Je to však těžké. Popíjejí k tomu a přikusují nakládané rybičky; Valentin se hostům omlouvá, nabídl by jim rád něco lepšího, mít tak třeba pěkného úhoře...

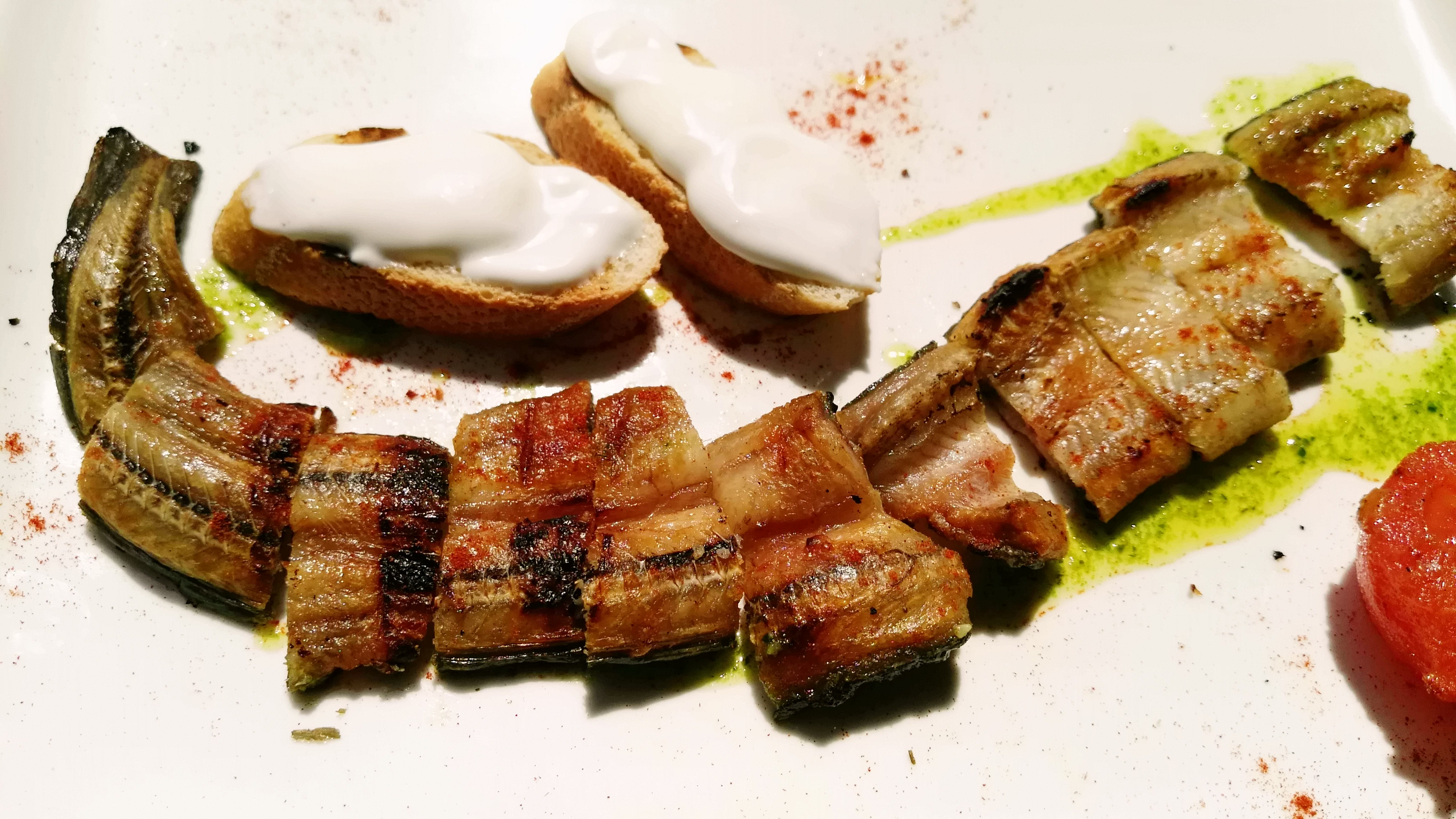
Pečený úhoř

Objeví se pečený úhoř na míse. Správce a Wenzel se do něj hned pustí, protože chutná božsky, zatímco Brigitte a Valentin jsou šokováni tím, jak promarnili první přání (č. 14 kvartet Ein Aal! – O! so wolt ich!). Brigitte se dává s neschopným a pijáckým manželem do prudké hádky, až ten vyřkne v rozčilení přání, aby byla němá. Brigitte vskutku oněmí a uteče. Wilhelmine přichází s pláčem: matka nemluví, jen jí uštědřila pár pohlavků, a ona chce svého Konrada. Kmotra přivádí Brigittu zpět, kárá Valentina a chce po něm, aby ženě navrátil řeč. Slibuje za to, že prý už Brigitte bude hodná a poslušná.
Ač mu to Wenzel rozmlouvá, Valentin uznává kmotřiny argumenty a smiřuje se pomalu s myšlenkou, že nikdy boháčem a pánem nebude (č. 15 septet Könnt Ihr bey ihrer Pein). Nakonec si tedy přeje, aby jeho žena mohla opět mluvit – pod podmínkou, že svolí k sňatku Wilhelminy s Konradem. Brigitte je šťastná, žehná mladému páru a svého muže velebí tak obšírně, že Valentin začíná svého skutku litovat... Správce slibuje, že se u Valentinových věřitelů ještě přimluví o posečkání, ale ať dřevorubec řádně pracuje. Valentin seznává, že se musí spokojit se svým dosavadním životem (č. 16 árie Valentina Frisch, Valentin! Nun packe dich). I Brigitte uznává, že status quo není žádné neštěstí, a všichni zpívají ponaučení z příběhu (finále-vaudeville Ihr Männer, die Ihr immer zankt).